# Noah Crawford
Noah Crawford (Oklahoma City, 13 ottobre 1994) è un attore statunitense, famoso per aver interpretato il ruolo di Nelson Baxter nella serie televisiva How to Rock.

## Biografia
Noah Crawford è nato nel 1994 ad Oklahoma City, in Oklahoma da Rich e Jennifer Crawford. Ha tre sorelle minori, Hannah, Oliviah e Bellah, ed una sorella maggiore Lindsey che vive a Norman, Oklahoma.
Dal 2005 al 2009, ha interpretato il ruolo del giovane Earl nella serie televisiva My Name Is Earl, per il quale ha ricevuto una nomination al Young Artist Award nel 2007. 
Ha recitato in altre serie televisive come Coppia di re e True Jackson, VP.
Nel 2013 interpreta Griffin Bing accanto al suo migliore amico Chris O’Neal nel film Il grande colpo che ottiene un grandissimo successo.
Ha un canale YouTube che si chiama peyheden.

## Premi e nomination
- 2007 - Young Artist Award: Miglior performance in una serie televisiva - Giovane attore ricorrente per My Name Is Earl

## Filmografia

### Attore

#### Cinema
- Happy Holidays, regia di James Ferguson (2008) (scene tagliate)
- Land of the Lost, regia di Brad Silberling (2009)
- The Killer Inside Me, regia di Michael Winterbottom (2010)
- Trust, regia di David Schwimmer (2010)
- American Bullies, regia di John Morrisey - cortometraggio (203)
- The Monsters, regia di William Tyler - cortometraggio (2014)
- From Darkness His Name, regia di Noah Crawford - cortometraggio (2016) Uscito in home video
- Miyubi, regia di Félix Lajeunesse e Paul Raphaël - cortometraggio (2017)
- Fragile.com, regia di Alison-Eve Hammersley - cortometraggio (2019)
- Post It, regia di Alison-Eve Hammersley - cortometraggio (2019)

#### Televisione
- Abe & Bruno, regia di Henri Charr – film TV (2006)
- Locker 514, regia di Jeffrey Nodelman – film TV (2007)
- My Name Is Earl – serie TV, 21 episodi (2005-2009)
- Coppia di re (Pair of Kings) – serie TV, 1 episodio (2010)
- True Jackson, VP – serie TV, 1 episodio (2011)
- How to Rock – serie TV, 25 episodi (2012)
- Il grande colpo (Swindle), regia di Jonathan Judge – film TV (2013)
- Ironside – serie TV, 1 episodio (2013)
- Major Crimes – serie TV, 1 episodio (2014)
- K.C. Agente Segreto (K.C. Undercover) – serie TV, 1 episodio (2015)
- Criminal Minds – serie TV, 1 episodio (2015)
- Rizzoli & Isles – serie TV, 1 episodio (2016)
- The Real O'Neals – serie TV, 1 episodio (2016)
- The Friendless Five – serie TV, 5 episodi (2016)
- Those Who Can't – serie TV, 4 episodi (2016-2019)
- Ryan Hansen Solves Crimes on Television – serie TV, 1 episodio (2017) Non accreditato
- Astrid Clover – serie TV, 1 episodio (2017)
- Triangle – serie TV (2017)
- Run for Your Life, regia di Patricia Riggen – film TV (2018)
- The End of the World As We Know It, regia di Glen Winter – film TV (2018)
- Bizaardvark – serie TV, 1 episodio (2019)
- Superman & Lois – serie TV, 1 episodio (2023)

### Regista
- From Darkness His Name - cortometraggio (2016) Uscito in home video

### Doppiatore
- Next Avengers - Gli eroi di domani (Next Avengers: Heroes of Tomorrow), regia di Jay Oliva e Gary Hartle (2008) Uscito in home video

## Doppiatori italiani
Nelle versioni in italiano delle opere in cui ha recitato, Noah Crawford è stato doppiato da:
- Mirko Cannella in My Name Is Earl, Coppia di re, The Killer Inside Me
- Alessandro Capra in How To Rock, Swindle, Beccati questo!.
- Manuel Meli in Major Crimes
- Emanuele Ruzza in K.C. Agente Segreto
- Alessandro Sitzìa in Rizzoli & Isles